# Obidicut
Obidicut (o Hobbididance u Hoberdidance) es un espíritu maligno mencionado en el baile tradicional inglés danza Morris.
También es uno de los demonios mencionados por Shakespeare en El rey Lear:

Cinco demonios se han apoderado del pobre Tom: Obidicut (el demonio de la lujuria), Hoberdidancio (el príncipe del silencio), Mahu (el príncipe del robo), Modo (el príncipe de asesinato), Flibertigibetto (el príncipe de las muecas, que posee a las criadas y camareras).
El rey Lear, acto IV, escena I